# Efferia anacapai
Efferia anacapai là một loài ruồi trong họ Asilidae. Efferia anacapai được Wilcox & Martin miêu tả năm 1945. Loài này phân bố ở vùng Tân Bắc giới.